# Alessandro Barattoni
Alessandro Barattoni (Faenza, 6 novembre 1982) è un politico italiano, sindaco di Ravenna dal 31 maggio 2025.

## Biografia
Diplomato in ragioneria e laureato in scienze politiche all'Università di Bologna presso l'indirizzo "Istituzioni, economia e politiche dell'Unione Europea" con sede a Forlì, è dipendente di Federcoop Romagna, si è occupato al suo interno soprattutto delle questioni della logistica e di gestione immobiliare.
Iscritto al Partito Democratico sin dalla sua fondazione, viene eletto per la prima volta consigliere comunale a Ravenna nel 2011, a sostegno del sindaco Fabrizio Matteucci, venendo poi riconfermato cinque anni più tardi, stavolta a sostegno di Michele De Pascale.
Nel 2017, Barattoni viene eletto segretario provinciale del Partito Democratico.

### Sindaco di Ravenna
In occasione delle elezioni comunali del 2025, anticipate di due anni a seguito dell'elezione del sindaco De Pascale come presidente della Regione Emilia-Romagna, Barattoni diventa il candidato ufficiale della coalizione di centro-sinistra per la carica di sindaco di Ravenna, sostenuto dal Partito Democratico, dal Movimento 5 Stelle, da Alleanza Verdi e Sinistra, dal Partito Repubblicano Italiano e da due liste civiche, venendo eletto al primo turno con il 58,15% dei voti. Si insedia come primo cittadino il 31 maggio 2025.